# ماري آن البوربونية
ماري آن البوربونية (بالفرنسية:Marie-Anne de Bourbon, princesse de Conti؛ 2 أكتوبر 1666 - 3 مايو 1739)؛ هي نبيلة فرنسية، وابنة غير شرعية للملك لويس الرابع عشر وعشيقته لويز دو لا فالييه، كانت الابنة المفضلة له، تزوجت لويس أرماند الأول أمير كونتي في 1680 وترملت في 1685، لم تتزوج مرة أخرى وليس لديها أطفال، بعد وفاة والدتها أصبحت دوقة لا فالييه وفاوجو.

## السيرة الذاتية

### حياتها المبكرة
ولدت ماري آن دو لا بلوم لو بلان دو لا فالييه في 2 أكتوبر 1666 بـ قلعة فانسن لوالدتها لويز دو لا فالييه التي كانت عشيقة لويس الرابع عشر منذ 5 سنوات، كان لديها ثلاثة أشقاء الكبار شارل وفيليبي ولويس توفي جميعهم وهم صغار.
في 14 مايو 1667 تم إضفاء الشرعية عليها، ومنحها لويس الرابع عشر لقب البوربون (De bourbon)، بينما كان أخواتها شرعيين غير الأشقاء معروفين باسم الفرنسي أو الفرنسية (de France)، وتم إنشاء لها لقب تشريفي مدموزيل بلوا، في نفس اليوم منح والدها الملك لويس لوالدتها لقب دوقة لا فالييه وفاوجو والتي اعتبرتها نوعاً ما أخر هدية قبل نهاية علاقتها بالملك،  وفي 2 أكتوبر 1667 ولد شقيقها كونت فرماندوا لويس، وُضع الطفلان في رعاية مدام كولبير، زوجة جان باتيست كولبير.

### حَياتها الزَّوجِيَّة
في 16 يناير 1680 بالثالثة وعشر من عمرها تزوجت ماري من قريبها أمير كونتي لويس أرماند الأول البالغ من العمر 18 عاماً، أقيم الزفاف في كنيسة صغيرة بقصر سانت جيرمان أون لي، وحصلت على مهر قدره مليون ليفر، تسبب الزواج في فضيحة، لأن هذا الزواج اعتبر الأول حيث زوج لويس الرابع عشر بناته غير الشرعيين من أفراد بالعائلة المالكة، على الرغم من أن الأمير وقع في حب عروسه من النظرة الأولى إلا أن ليلة زفافهما كارثية بحيث هربت ماري آن في حالة من اليأس وعدم رغبة الأمير في مشاركة سرير مع امرأة مرة أخرى، وبذلك بقيَ زواجهما بلا أبناء طيلة خمس سنوات، وكذلك صدمت المدام البلاط الملكي بالقول صراحة أن زوجها لا يستطيع ممارسة الجنس جيداً، وفي يونيو 1682 تم نفي شقيقها كونت فيرماندوا وذلك لانضمامه إلى المجمع المقدس للشذوذ الجنسي وهي مجموعة سرية تضم شباب الأرستقراطيين الذين يمارسون الرذيلة الإيطالية، "مثليون الجنس"، وتوفي في 18 نوفمبر 1685 منفياً عن عمر يناهز 16 عامًا مما أدى إلى تدميرها عاطفياً.

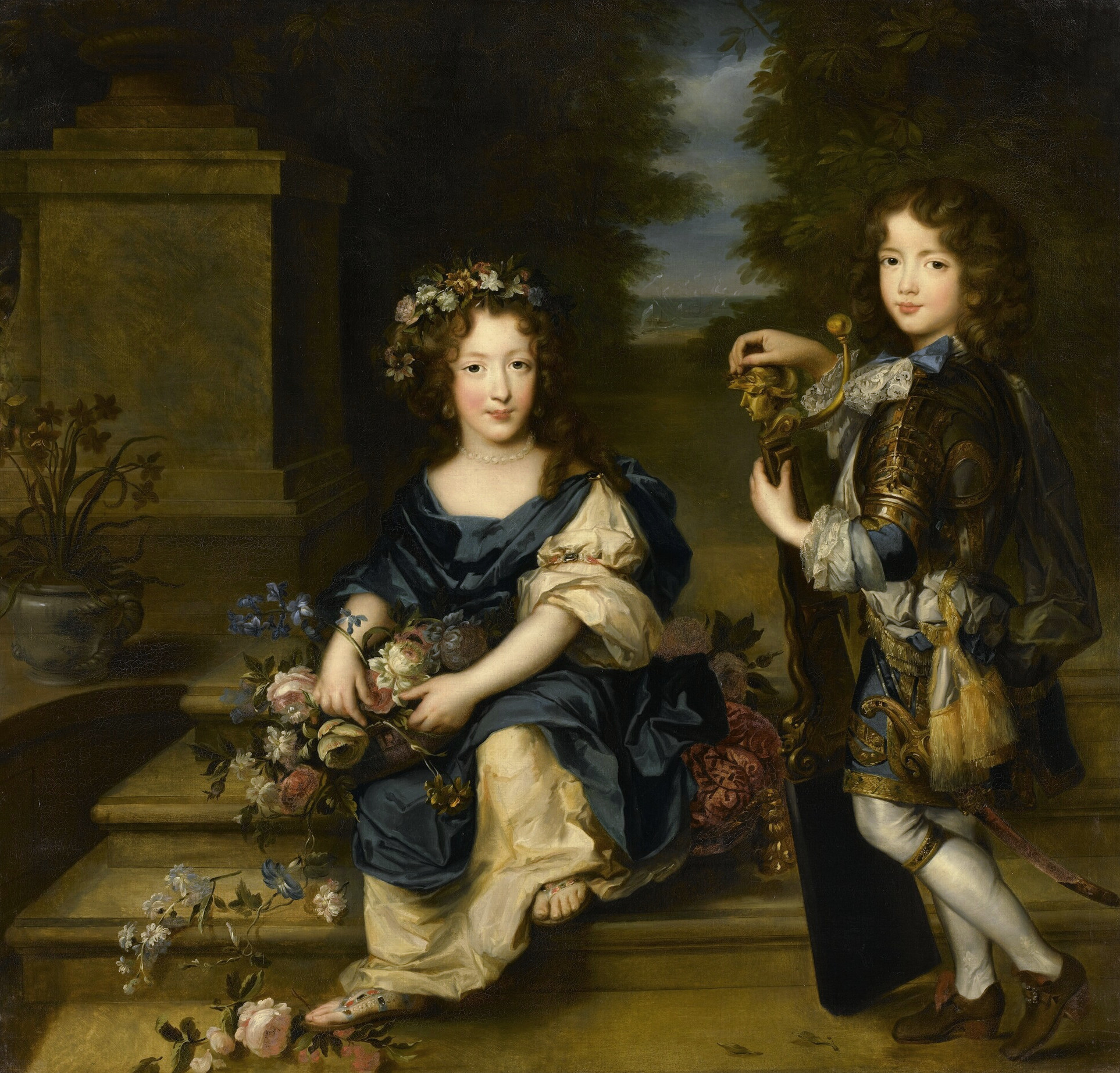
ماري آن مع شقيقها كونت فرماندوا لويس

لأكثر من 4 سنوات بقليل بعد زواجها، كانت واحدة من أهم السيدات في بلاط والدها، ولم يتفوق عليها سوى الملكة ماريا تيريزا الإسبانية، ودوفينة فرنسا ماريا آنا، والدوقة أورليان إليزابيث، وآن ماري وإليزابيث شارلوت ابنتان دوق أورليان،  ومع ذلك في مايو 1685 تزوجت أختها غير الشقيقة لويز فرانسواز مدموزيل تور من لويس الثالث البوربوني،  نظراً لأن العريس كان وريث لقب أمير كوندي، ولأن فرع بوربون كونتي ينحدر من فرع بوربون كوندي،  فقد تفوقت الدوقة الجديدة على أميرة كونتي مما أدى إلى توتر بين الأخوات، وفي عام 1685 أصيبت أميرة كونتي بمرض الجدري الذي انتقل بعد ذلك إلى زوجها، بينما كانت تتعافى توفي زوجها بعد 5 أيام، وبعد وفاته أصبحت تُعرف باسم مدام الأرملة أميرة كونتي أو أميرة كونتي الكبرى.

### الترمل
ظلت مسألة المرتبة والأسبقية دائماً محورية في حياة الأميرة الأرملة، ففي فبراير 1692 تزوجت أختها غير الشقيقة فرانسواز ماري التي ورثت لقبها الأول مدموزيل بلوا من ابن عمها فيليب دوق شارتر وريث لقب دوق أورليان، وخلال يوم الزفاف تفوقت أختهما البالغة من العمر 15 عاماً على كل من الأرملة البالغة من العمر 26 عاماً ودوقة بوربون البالغة من العمر 19 عاماً، وحصلت على مهر قدره 2 مليون ليفر وهو ضعف المبلغ الذي تلقته أميرة كونتي ودوقة بوربون، فضلا عن القصر الملكي، كانت الفتاة تتفاخر عن عمد بموقعها، الأمر الذي أثار انزعاج الأخوات، اللتان كانتا منذ ذلك الحين معاديين بشكل علني لأختهما.
بعد وفاة والدتها، الراهبة لويز دو لا فالييه في 1710، وورثت عنها ألقابها دوقة لا فالييه وفاوجو. 
بعد وفاة لويس الرابع عشر في 1 سبتمبر 1715 تاركاً العرش لحفيده البالغ من العمر 4 سنوات، وعُين صهره فيليب الثاني دوق أورليان وصيًا على العرش، وحكم البلاد بحكم الأمر الواقع بين 1715-1723، وهي فترة من التاريخ الفرنسي عرفت باسم الوصاية، في عام 1721 تم تكليفها بتعليم خطيبة لويس الخامس عشر البالغة من العمر 3 سنوات إنفانتا ماريانا فيكتوريا الإسبانية، ومع ذلك ألغيت الخطوبة بعد 4 سنوات، بصفته الملك كان لا بد من إنجاب وريث للعرش، ولكن الطفلة كانت صغيرة جدًا على الإنجاب، وبذلك أُعيدت إلى إسبانيا عام 1725 وأصبحت فيما بعد ملكة البرتغال القرينة، بعد رحيلها تقاعدت الأميرة الأرملة من الأمور السياسية في البلاط، وقضت سنواتها المتبقية بشكل رئيسي في الريف.
على الرغم من أنها أصبحت أرملة في 1685، إلا أنها تلقت العديد من عروض الزواج ومن المتحمل في 1698 تلقت الأميرة الأرملة عرضاً للزواج من ابن اخيها فيليب دوق أنجو الذي أصبح لاحقاً ملك إسبانيا، وقيل أنها رفضت عرضاً للزواج من إسماعيل بن الشريف سلطان المغرب.
توفيت أميرة أرملة كونتي بسبب ورم في المخ في 3 مايو 1739 بـ باريس، ودفنت في مصلى السيدة العذراء بكنيسة سان روش، باريس. ورثت ألقابها وثروتها إلى ابن خالها شارل فرانسوا دو لا بوم لو بلان.